# Saint-Jean-de-Sixt
Saint-Jean-de-Sixt là một xã trong tỉnh Haute-Savoie thuộc vùng Rhône-Alpes đông nam Pháp.
It lies in the Aravis Range of the French Alps. The inhabitants are the Saintjeandais or Saintjeandins.

## Nearby
Nearby villages include Manigod, Thónes, Le Grand Bornand, La Clusaz and the larger Chamonix và Annecy.